# Monte Abraão
Monte Abraão era una freguesia portuguesa del municipio de Sintra, distrito de Lisboa. Forma parte de la ciudad de Queluz. 

## Historia
Fue suprimida el 28 de enero de 2013, en aplicación de una resolución de la Asamblea de la República portuguesa promulgada el 16 de enero de 2013 al unirse con la freguesia de Massamá, formando la nueva freguesia de Massamá e Monte Abraão.